# Girolamo Graziani
Girolamo Graziani (1604, Pergola – 12. září 1675 Pergola) byl italský renesanční básník, autor epické básně Il conquisto di Granata (r. 1650, 26 zpěvů).

## Život
Po studiích v Bologni a v Padově byl s malou přestávkou, kdy jednak sloužil knížeti Obizzovi a jednak musil vzdáliti se z Modeny, ve službách vévod ského rodu Este jako sekretář synů Alfonsa III., pak syna Františka I., Alfonsa, a od r. 1652 jako státní sekretář. František I. daroval mu hrabství Sarzano. Poslední léta trávil G. v ústraní ve svém rodišti. Svými hrdinskými básněmi Cleopatra (13 zpěvů , Benátky, 1626, 1632, 1670) a Conquista di Granada (26 zp., Modena, 1650; Neapol, 1651; Paříž, 1654; Bologna 1673; Benátky, 1789, 1825 atd.) řadí se k napodobitelům Tassovým. Mimo ně sbásnil: Rime (Parma, 1621; Modena 1672 a častěji); La Callisto (Paříž, 1654); Il colosso sacro (t., 1656); Varie poesie e prose (Modena, 1662); L'Ercole gallico (t., 1666); tragédii Il Cromuele a j.